# Менаџмент у библиотекарству
Менаџмент у библиотекама је поддисциплина институцијског менаџмента који се односи на активности каратеристичне за управљање библиотеком и њено функционисање. Менаџмент у библиотекама подразумева обављање менаџерских задатака, као и интелектуалну слободу и финансијску одговорност. Послови које обавља библиотечки менаџмент често се поклапају са пословима менаџмента у непрофитним организацијама.
Неке од основних функција библиотечког менаџмента су планирње и вршење набавке, међубиблиотечка позајмица, брига о књижњој грађи, контрола наплате чланарине, планирање разних активности и догађаја, управљање финасијама и људским ресурсима.

## Планирање и одржавање библиотека
Један од важних аспеката библотечког менаџмента је планирање и одржавање библиотека. Успешно планирање се дефинише као "активно планирање које омогућава да организација има праве људе на правом месту, у право време и на правој позицији." Планирање изградње нових библиотека или реновирања постојећих је постало неопходно јер се потребе корисника непрестано мењају. Менаџери често обезбеђују неопходна финансијска средства кроз донације. Неке библиотеке део простора користе као кафее, за окупљање пријатеља библиотеке или за изложбени простор како би остварили додатни извор прихода.